# Aeroportul Lic. Jesús Terán Peredo
Aeroportul Lic. Jesús Terán Peredo (IATA: AGU, ICAO: MMAS) este un aeroport din Aguascalientes, Mexic ce deservește zona Aguascalientes. Aeroportul a fost tranzitat în 2023 de 914.879 de pasageri.
Situat la o altitudine de 1.863 m, aeroportul dispune de o singură pistă. Este operat de Grupo Aeroportuario del Pacífico⁠(d).